# Distrito electoral federal 11 de Michoacán
El Distrito electoral federal 11 de Michoacán es uno de los 300 distritos electorales en los que se encuentra dividido el territorio de México para la elección de diputados federales y uno de los 11 en los que se divide el estado de Michoacán de Ocampo. Su cabecera es la ciudad de Pátzcuaro.
El distrito 11 de Michoacán se ubica en el nornoroeste del estado. Desde el proceso de distritación de 2022 lo conforman los siguientes once municipios: Acuitzio, Carácuaro, Erongarícuaro, Huetamo, Huiramba, Lagunillas, Madero, Nocupétaro, Pátzcuaro, San Lucas, Salvador Escalante, Tacámbaro, Tiquicheo de Nicolás Romero, Turicato y Tzintzuntzan.

## Distritaciones anteriores
El distrito 11 fue creado por la reforma electoral de 1977 cuando Michoacán pasó de tener nueve distritos a doce, por tanto, ha elegido diputado a partir de la LI Legislatura de 1979.

### Distritación 1996-2005
Entre 1996 y 2005 el distrito 11 se localizaba en la misma zona de Michoacán pero su integración municipal era diferente, coincidiendo con la actual, los municipios de Acuitzio, Carácuaro, Huetamo, Madero, Nocupétaro, Salvador Escalante, San Lucas, Tacámbaro, Tiquicheo de Nicolás Romero y Turicato, integrándolo además los de Ario y Churumuco; y su cabecera distrital era la ciudad de Tacámbaro de Codallos.

### Distritación 2005-2017
Entre 2005 y 2017 el distrito 11 se integraba por los municipios de Acuitzio, Carácuaro, Huetamo, Huiramba, Lagunillas, Madero, Nocupétaro, Pátzcuaro, Salvador Escalante, San Lucas, Tacámbaro, Turicato y Tzintzuntzan.

### Distritación 2017-2022
Entre 2017 y 2022 el distrito 11 estaba formado por los municipios de Acuitzio, Ario, Huiramba, Lagunillas, Madero, Nocupétaro, Pátzcuaro, Salvador Escalante, Tacámbaro, Taretan, Tingambato, Turicato, Tzintzuntzan y Ziracuaretiro.

## Diputados por el distrito
- LI Legislatura
  - (1979-1982): Leticia Amezcua Gudiño
- LII Legislatura
  - (1982-1991): Armando Ballinas Mayés
- LV Legislatura
  - (1991-1994): Alfredo Anaya Gudiño
- LVI Legislatura
  - (1994-1997): Armando Ballinas Mayés
- LVII Legislatura
  - (1997-2000): Mariano Sánchez Farías
- LVIII Legislatura
  - (2000-2003): Jesús Reyna García
- LIX Legislatura
  - (2003-2006): Israel Tentory García
- LX Legislatura
  - (2006-2009): Francisco Márquez Tinoco
- LXI Legislatura
  - (2009-2012): Víctor Manuel Báez Ceja
- LXII Legislatura
  - (2012-2015): Antonio García Conejo
- LXIII Legislatura
  - (2015-2018): Araceli Saucedo Reyes
- LXIV Legislatura
  - (2018-2021): José Guadalupe Aguilera Rojas
- LXV Legislatura
  - (2021-2024): Macarena Chávez Flores 
  - (2024-2024): María Teresa Madrigal Alaniz